# AMI (kod)

Przykład kodowania kodem AMI

Transmisyjny Kod AMI (ang. Alternate Mark Inversion) – powszechnie stosowany w telekomunikacji, ISDN na styku S i T. Jest kodem trójwartościowym, reprezentowanym poprzez odpowiednie zmiany napięć na magistrali.
Zasady kodowania w kodzie AMI:
- 0 – reprezentowane przez brak napięcia (ang. space);
- 1 – reprezentowane przez symbole o zmiennej polaryzacji (ang. mark), naprzemiennie występujące wartości napięć +0,75 V (zero dodatnie), −0,75 V (zero ujemne).

Dzięki zmiennej polaryzacji unika się powstawania składowej stałej.

## Przykład
Przy ciągu binarnym składającym się z bitów:
1 0 1 0 0 0 0 0 1 1 0 0 0 0 1 1 0 0 0 0 0 0
po zastosowaniu kodu AMI rezultat jest następujący:
+ 0 - 0 0 0 0 0 + - 0 0 0 0 + - 0 0 0 0 0 0

## Złamania kodowe
W sieci ISDN, w warstwie fizycznej, wykorzystuje się zmodyfikowany kod AMI zawierający złamania kodowe (ang. violation). Polegają one na występowaniu dwukrotnie tego samego symbolu (zera dodatniego lub zera ujemnego).
Aby zachować cechę kodu jaką jest wyeliminowanie składowej stałej oraz jednoznaczne wykrycie początku ramki, każda ramka transmisyjna zawiera dwa złamania kodowe: jedno ujemne i drugie dodatnie. Zabieg ten stosuje się w sieci ISDN, dzięki temu można jednoznacznie rozróżnić flagę początku nadawanego pakietu w ramce fizycznej (warstwa 1. modelu ISO/OSI).